# Pseudorasbora
Pseudorasbora is een geslacht van straalvinnige vissen uit de familie van karpers (Cyprinidae).

## Soorten
- Pseudorasbora elongata Wu, 1939
- Pseudorasbora interrupta Xiao, Lan & Chen, 2007
- Pseudorasbora parva (Temminck & Schlegel, 1846) – Blauwband
- Pseudorasbora pumila Miyadi, 1930